# Mistrovství Afriky ve sportovní střelbě
Mistrovství Afriky ve sportovní střelbě (anglicky African Championships) je hlavní kontinentální soutěží Afriky ve sportovní střelbě.

## Účast zemí na mistrovství
| Země         | 1984 | 1987 | 1993 | 1995 | 1997 | 1999 | 2003 | 2007 | 2010 | 2011 | 2014 | 2015 | 2017 | Počet účastí |
| ------------ | ---- | ---- | ---- | ---- | ---- | ---- | ---- | ---- | ---- | ---- | ---- | ---- | ---- | ------------ |
| Alžírsko     |      | X    |      |      |      |      |      | X    | X    | X    | X    | X    |      | 6            |
| Angola       |      |      |      |      | X    | X    | X    | X    |      |      |      | X    | X    | 6            |
| Egypt        |      | X    | X    | X    | X    | X    | X    | X    |      | X    | X    | X    | X    | 11           |
| Ghana        |      |      |      |      |      |      |      |      |      |      |      | X    | X    | 2            |
| Jižní Afrika |      |      | X    | X    | X    | X    | X    | X    | X    | X    | X    | X    | X    | 11           |
| Kamerun      |      |      |      |      |      |      |      |      |      |      | X    | X    | X    | 3            |
| Keňa         | X    | X    |      |      |      | X    |      | X    |      | X    | X    | X    | X    | 8            |
| Libye        |      |      |      |      |      |      |      | X    | X    | X    | X    | X    |      | 5            |
| Maroko       |      |      |      |      |      |      |      | X    | X    | X    |      | X    | X    | 5            |
| Mauritánie   |      |      |      |      |      |      |      |      |      |      |      |      | X    | 1            |
| Namibie      |      |      | X    | X    | X    | X    | X    | X    |      | X    | X    | X    |      | 9            |
| Niger        |      |      | X    | X    | X    |      |      |      |      |      | X    | X    | X    | 6            |
| Senegal      |      | X    |      |      |      |      | X    | X    | X    | X    | X    | X    | X    | 8            |
| Súdán        |      |      |      |      | X    | X    |      | X    | X    | X    | X    | X    | X    | 8            |
| Tunisko      | X    | X    |      |      |      |      | X    | X    | X    | X    | X    | X    | X    | 9            |
| Uganda       |      |      |      |      |      |      | X    |      |      |      |      | X    |      | 2            |
| Zimbabwe     | X    | X    |      | X    | X    |      | X    | X    |      |      |      | X    |      | 7            |
| Celkem       | 3    | 6    | 4    | 5    | 7    | 6    | 8    | 12   | 7    | 10   | 11   | 16   | 12   |              |

## Nejúspěšnější země
| Země         | Zlatá medaile | Stříbrná medaile | Bronzová medaile | Celkem |
| ------------ | ------------- | ---------------- | ---------------- | ------ |
| Egypt        | 103           | 105              | 98               | 306    |
| Jižní Afrika | 52            | 45               | 52               | 149    |
| Tunisko      | 13            | 13               | 14               | 40     |
| Namibie      | 7             | 3                | 1                | 11     |
| Alžírsko     | 6             | 9                | 6                | 21     |
| Zimbabwe     | 6             | 4                | 1                | 11     |
| Keňa         | 3             | 2                | 4                | 9      |
| Maroko       | 2             | 5                | 7                | 14     |
| Senegal      | 1             | 3                | 3                | 7      |
| Libye        | 1             | 0                | 4                | 5      |
| Niger        | 0             | 0                | 1                | 1      |